# Max Kahrer

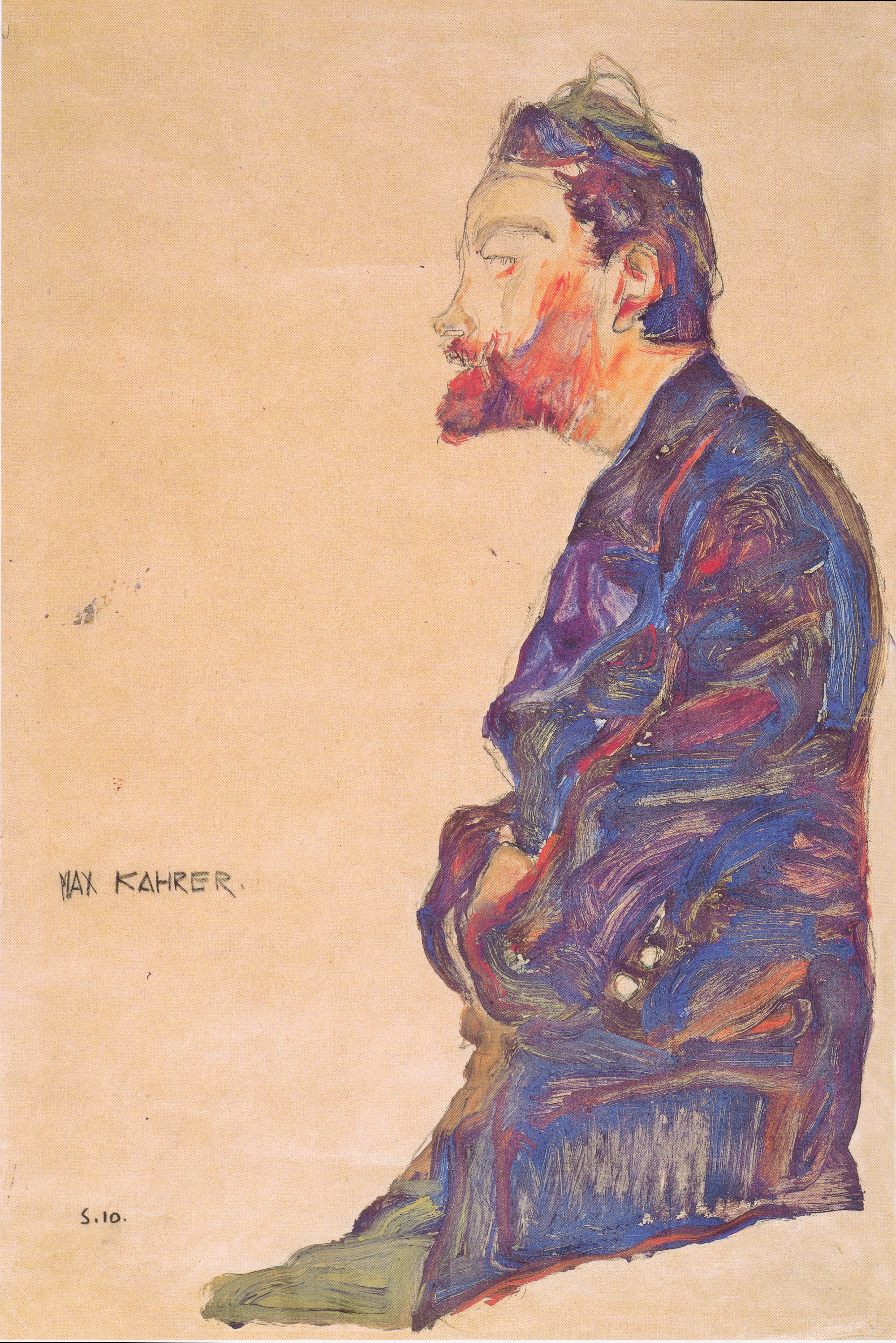
Max Kahrer im Profil gezeichnet von Egon Schiele (1910)

Max (Maximilian) Kahrer (* 8. Juli 1878 in Temesvar, Rumänien; † 5. Oktober 1937 in Klosterneuburg) war ein österreichischer Maler.

## Leben
Max Kahrer war der Sohn eines Deutschen und einer Slowenin. Zunächst besuchte er kurzzeitig die Wiener Malschule Strehblow und studierte dann von 1893 bis 1897 an der Wiener Akademie bei Franz Rumpler. Von 1905 bis 1906 war er Mitglied des Hagenbundes, bei dessen Ausstellungen er mit seinen Werken erstmals auf sich aufmerksam machte. 
Später lebte er in München (1913/1914) und Klosterneuburg. Dort gründete er 1906 die Künstlervereinigung „Verein heimischer Künstler in Klosterneuburg“, deren Vorsitz er zeitweilig führte. Bei der ersten Ausstellung des Vereins im Jahre 1908 war Kahrer mit 22 Bildern vertreten. Unter den Besuchern war auch Egon Schiele zu finden. 1908 eröffnete Kahrer eine Malschule, die er aber nach zwei Jahren wieder schließen musste. Sein größter Förderer war der Kunsthändler Heinrich Neumann.
Kahrer malte Landschaften mit Motiven aus dem Hochgebirge, von oberösterreichischen und bayrischen Seen und aus Donaugegenden. Um die Jahrhundertwende wechselte er von einem sehr farbintensiven und etwas grellen Malstil hin zu einer kühl wirkenden, dünnfarbig hellgrauen Darstellung, die er mit einer einfachen und sparsamen Technik schuf. Der Kunsthistoriker Arthur Roessler schrieb 1928 über ihn: „Unter den gegenwärtig in Klosterneuburg tätigen Malern ist Max Kahrer zweifellos die künstlerisch bedeutendste Persönlichkeit.“
In Klosterneuburg erinnert die Max Kahrer-Gasse an ihn.

## Ausstellungen

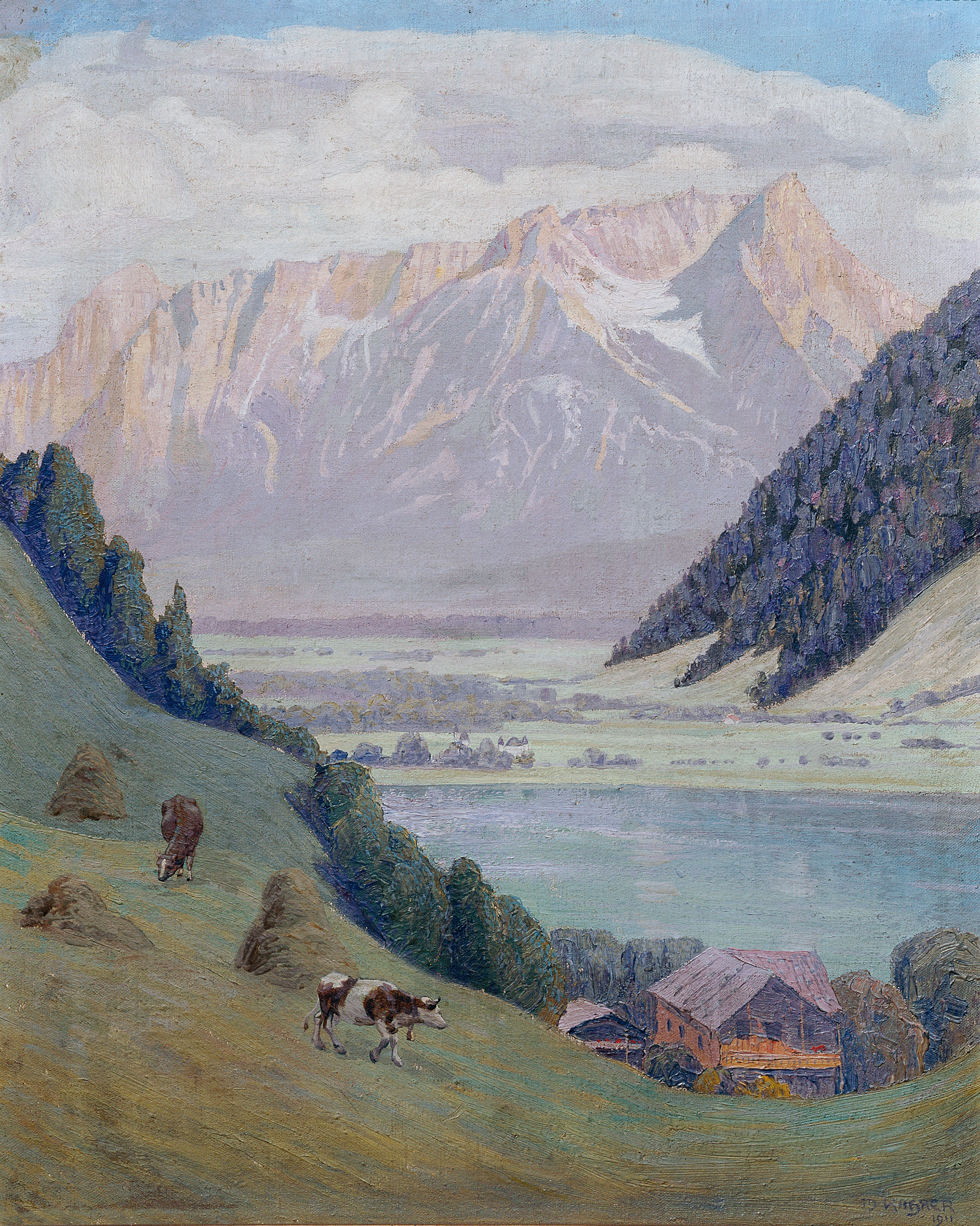
Bergsee (Öl auf Leinwand, 1911, Sammlung Belvedere)

- ab 1908: Verein heimischer Künstler Klosterneuburg
- 1905–1907: Hagenbund
- 1909: 33. Ausstellung der Vereinigung bildender Künstler Österreichs in der Secession
- 1912: Wiener Ausstellung für kirchliche Kunst
- 1912: Kunstsalon Heller, Wien
- ab 1920: Wiener Künstlerhaus
- 1999: Personale, Stadtmuseum Klosterneuburg

## Werke (Auswahl)
- Belvedere, Wien
  - Bergsee, 1911, Öl auf Leinwand, 68,5 × 55 cm, signiert „M. KAHRER 1911“ (bis 1940 Kunsthistorisches Museum, Wien)
  - Seiser Alm (Südtirol), 1914, 67 × 78 cm, signiert „1914 M. KAHRER Seiseralm“
  - Aulandschaft im Vorfrühling, 1927, Öl auf Leinwand, 56,5 × 85 cm, signiert „MAX KAHRER“
- Wien Museum
- Stadtarchiv Klosterneuburg
  - Selbstbildnis, 1919, Öl auf Leinwand, 80,5 × 76 cm
  - Die Burgstraße in Klosterneuburg, 1926, Öl auf Leinwand, 51 × 67,5 cm
  - Winter in der Au, 1929, Öl auf Holz, 49 × 66 cm